# Telenomeuta
Telenomeuta là một chi bướm đêm thuộc họ Geometridae.